# Saint-Lieux-Lafenasse
Ne doit pas être confondu avec Saint-Lieux-lès-Lavaur.
Saint-Lieux-Lafenasse, connu sous la Révolution sous le nom de Pied-Montagne, est une ancienne commune française située dans le département du Tarn, en région Occitanie. Depuis 1er janvier 2019, elle est intégrée à la commune nouvelle de Terre-de-Bancalié.

## Géographie

### Localisation
La commune de Saint-Lieux-Lafenasse se situe dans le canton du Haut Dadou et dans l'arrondissement d'Albi, à l'est de Réalmont et entre Castres et Albi, à l'ouest du Lézert et au nord du Dadou. Le peuplement principal est réparti sur deux hameaux : Saint-Lieux et Lafenasse.

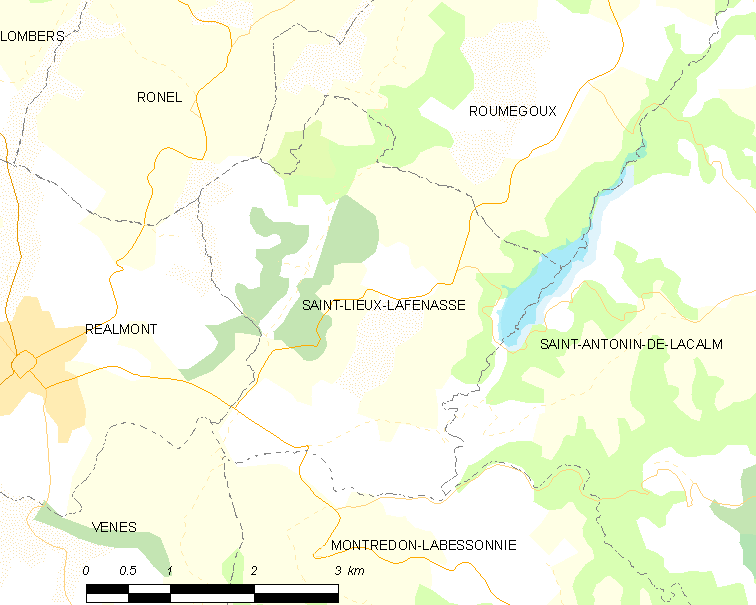
Situation de la commune.

### Communes limitrophes
| Ronel (Terre-de-Bancalié) | Roumégoux (Terre-de-Bancalié) |                                             |
| Réalmont                  | Saint-Lieux-Lafenasse         | Saint-Antonin-de-Lacalm (Terre-de-Bancalié) |
| Vénès                     | Montredon-Labessonnié         |                                             |

### Géologie et relief
Saint-Lieux-Lafenasse est située au nord-ouest de la montagne Noire, relief qui constitue l'extrémité méridionale du Massif central. La superficie de la commune est de 1 219 hectares. L'altitude de Saint-Lieux-Lafenasse varie entre 197 et 365 mètres.
La commune est classée en zone de sismicité 1, correspondant à une sismicité très faible.

### Hydrographie
Plusieurs cours d'eau bordent ou traversent la commune :
- le Lézert et la retenue de Bancalié marquent la limite orientale du territoire de la commune et descend du nord vers le sud où il afflue dans le Dadou ;
- le Dadou marque la limite méridionale du territoire de la commune en se dirigeant de l'est vers l'ouest ;
- le ruisseau de Siez descend du nord vers le sud-ouest avant de marquer la limite occidentale du territoire de la commune et affluer lui aussi dans le Dadou.

### Voies de communication et transports
Plusieurs routes traversent la commune :
- la route départementale D 86 en provenance de Réalmont se dirige vers le nord-ouest en traversant Saint-Lieux en direction de Roumégoux ;
- la route départementale D 63 qui en est issue se dirige vers le sud-est en traversant Lafenasse et en direction de Montredon-Labessonnie.

## Toponymie
Le nom de Saint-Lieux-Lafenasse, en occitan, est Sant Lionç e La Fenassa.
Saint-Lieux est Saint-Léonce (Léontius), évêque d'Autun au Ve siècle, prononcé "lius" en occitan. Lafenasse vient de l'occitan "La Fenassa", dérivé du latin "faenum", qui veut dire gros foin, le sainfoin ou l'avoine.
Durant la Révolution française, la commune de Saint-Lieux-Lafenasse prend le nom de Pied-Montagne. Elle retrouve son nom d'origine dès 1795.

## Histoire

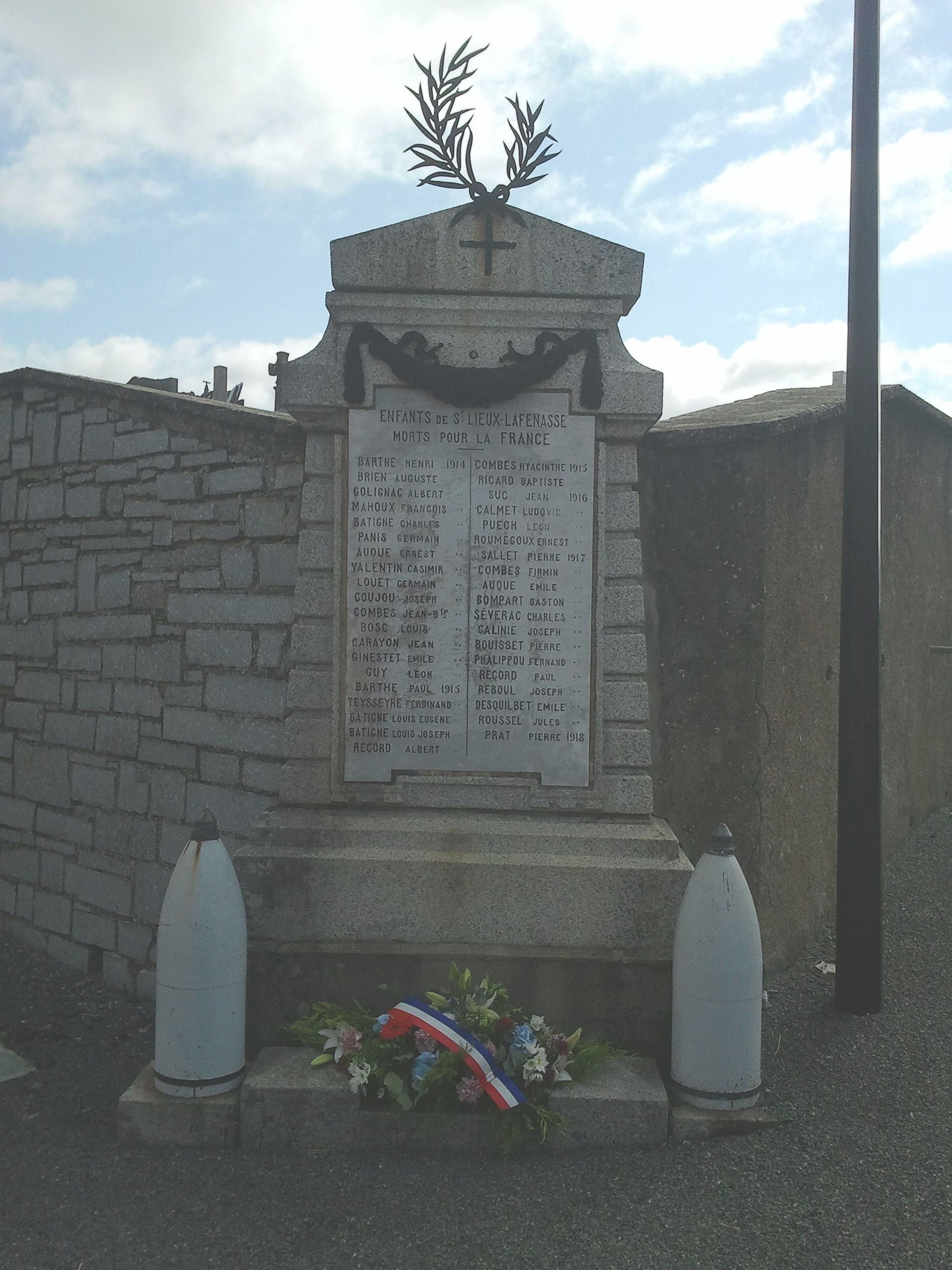
Le monument aux morts à Saint-Lieux.

Le 1er janvier 2019, la commune fusionne avec Roumégoux, Ronel, Saint-Antonin-de-Lacalm, Terre-Clapier et Le Travet pour former la commune nouvelle de Terre-de-Bancalié dont la création est actée par un arrêté préfectoral du 29 novembre 2018.

## Politique et administration

### Liste des maires
| Période      | Période  | Identité        | Étiquette | Qualité |
| ------------ | -------- | --------------- | --------- | ------- |
| janvier 2019 | mai 2020 | Claude Olivier  | LREM      |         |
| mai 2020     | En cours | Georges Kirtava |           |         |

| Période      | Période       | Identité        | Étiquette | Qualité               |
| ------------ | ------------- | --------------- | --------- | --------------------- |
|              |               |                 |           |                       |
|              |               | Louis CALMET    | SFIO      |                       |
| 8 avril 1979 | mars 1989     | Claude Olivier  | PS        |                       |
| 19 mars 1989 | mars 2001     | Robert Batigne  | PS        |                       |
| 18 mars 2001 | mars 2008     | Jocelyne Salvan | EELV      | Conseillère régionale |
| mars 2008    | mars 2014     | Serge Chanaud   | PCF       |                       |
| mars 2014    | décembre 2018 | Claude Olivier  | LREM      |                       |

## Population et société

### Démographie
L'évolution du nombre d'habitants est connue à travers les recensements de la population effectués dans la commune depuis 1793. Pour les communes de moins de 10 000 habitants, une enquête de recensement portant sur toute la population est réalisée tous les cinq ans, les populations de référence des années intermédiaires étant quant à elles estimées par interpolation ou extrapolation. Pour la commune, le premier recensement exhaustif entrant dans le cadre du nouveau dispositif a été réalisé en 2007.

En 2016, la commune comptait 456 habitants, en évolution de +1,56 % par rapport à 2010 (Tarn : +2,52 %, France hors Mayotte : +2,11 %).
| 1793 | 1800 | 1806 | 1821 | 1831 | 1836 | 1841 | 1846 | 1851 |
| ---- | ---- | ---- | ---- | ---- | ---- | ---- | ---- | ---- |
| 530  | 401  | 492  | 678  | 731  | 732  | 748  | 760  | 752  |

| 1856 | 1861 | 1866 | 1872 | 1876 | 1881 | 1886 | 1891 | 1896 |
| ---- | ---- | ---- | ---- | ---- | ---- | ---- | ---- | ---- |
| 678  | 664  | 673  | 724  | 766  | 737  | 775  | 923  | 712  |

| 1901 | 1906 | 1911 | 1921 | 1926 | 1931 | 1936 | 1946 | 1954 |
| ---- | ---- | ---- | ---- | ---- | ---- | ---- | ---- | ---- |
| 750  | 683  | 681  | 554  | 574  | 544  | 459  | 487  | 502  |

| 1962 | 1968 | 1975 | 1982 | 1990 | 1999 | 2006 | 2007 | 2012 |
| ---- | ---- | ---- | ---- | ---- | ---- | ---- | ---- | ---- |
| 487  | 497  | 392  | 348  | 362  | 399  | 424  | 428  | 451  |

| 2016 | - | - | - | - | - | - | - | - |
| ---- | - | - | - | - | - | - | - | - |
| 456  | - | - | - | - | - | - | - | - |

### Enseignement
La commune de Saint-Lieux-Lafenasse dispose sur son territoire, à Lafenasse, d'une école élémentaire publique (44 élèves en 2014).

## Culture locale et patrimoine

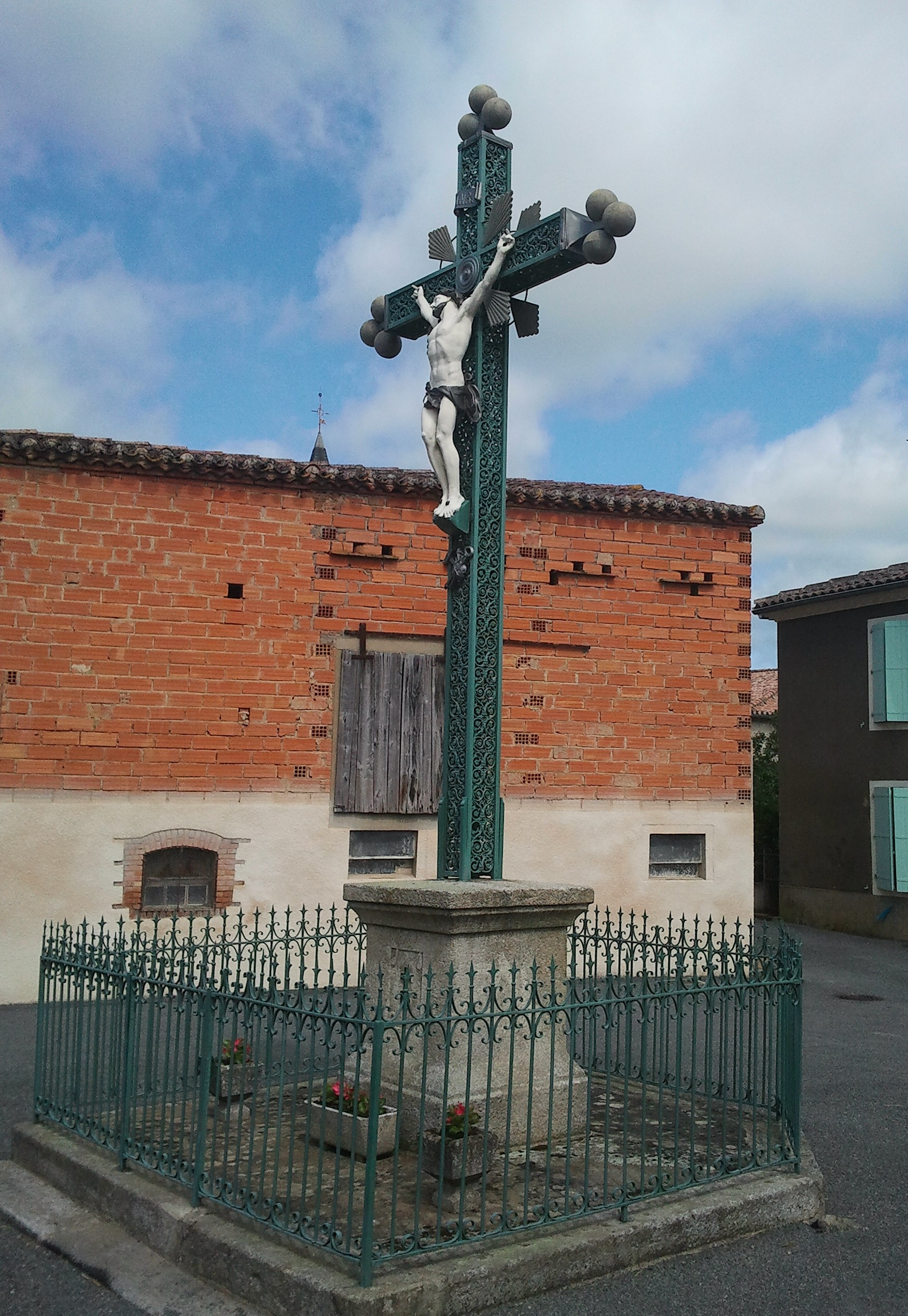
Une croix à Saint-Lieux.

### Lieux et monuments
- La métairie ronde, ancienne grange ( Classé MH (1995)) ;
- L'église de Lafenasse ;

- L'église de Saint-Lieux ;
- Le pont de Marliaves sur le Dadou ;
- Le vieux pont de Lafenasse, de 1607 ;
- Le château de Lafenasse ;
- Le lavoir.

### Personnalités liées à la commune
- Christian de Nicolaÿ (1777-1839)[pourquoi ?]

### Héraldique
| Saint-Lieux-Lafenasse | Son blasonnement est : De gueules aux deux bars adossés d'argent. |